# Bătălia de la Cherbourg (1864)
Bătălia de la Cherbourg a fost o bătălie de o singură navă din timpul Războiul Civil American dintre USS Kearsarge, navă a marinei Statelor din Nord și CSS Alabama, navă a marinei Stelor Confederate ale Americii, ce a avut loc la 19 iunie 1864, aproape de Cherbourg, Imperiul Francez. În urma bătăliei, CSS Alabama a fost scufundată, eveniment care va duce la revendicările Alabama, o cauză foarte exemplificativă pentru dreptul internațional.